# Драмски етнографски музей
Драмският етнографски музей (на гръцки: Λαογραφικό Μουσείο Δράμας) е музей в град Драма, Гърция.

## История
Гръцкият девически лицей стартира проект за събиране, класифициране и излагане на артефакти на народното творчество от Драма и Драмско. Музеят отваря врати в средата на 2000 година в триетажна частна къща. Експонатите включват народни носии от Драма и околностите, мебели от градски и селски къщи, латерна и други.
- Народна носия от Фращани
- Народна носия от Просечен
- Народна носия от Волак